# Sound Shapes
Sound Shapes est un jeu vidéo de plates-formes musical développé par Queasy Games et édité par Sony Computer Entertainment, sorti en 2012 sur PlayStation 3, PlayStation 4 et PlayStation Vita.

## Système de jeu
Le but de ce jeu est de conduire un personnage rond à travers un niveau à la façon d'un jeu de plateforme jusqu’à l'arrivée, Mais pas qu’un simple jeu de plateforme. En effet le jeu se base aussi sur le rythme, on peut y récupérer des notes créant de la musique ainsi que des créatures ou des objets allant dans le rythme du niveau. Le jeu propose un éditeur de niveau permettant de créer ses propres niveaux librement. L'éditeur regroupe tous les objets utilisable du mode campagne.

## Communauté
Le jeu proposait une communauté permettant de jouer à des niveaux du monde entier fait par des joueurs ainsi que de publier vos niveaux. Mais c'est en janvier 2019 que les serveurs de la communauté ferma ses portes, il est donc plus possible d'y accéder.

## École de rythme
Un mode du jeu qui s'appelle l'école de rythme, permet d'apprendre à refaire les notes au bonne emplacement sur la zone à l'aide de la musique qui se joue jusqu'à que toutes les notes soit placées au bonne endroit.

## Contenu additionnel
Le jeu propose du contenu additionnel qui n'était pas inclus dans les niveaux du mode campagne. La plupart d'eux sont au prix de 0,99 euros le pack.

## Accueil
- Jeuxvideo.com : 17/20[1]